# Wolf Blitzer

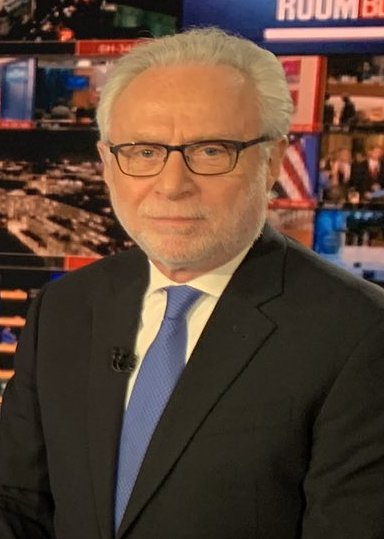
Wolf Blitzer (2019)

Wolf Isaac Blitzer (* 22. März 1948 in Augsburg, Deutschland) ist ein US-amerikanischer Journalist und Fernsehmoderator. Blitzer wurde vor allem durch seine Tätigkeit als Gastgeber mehrerer Sendungen des US-Nachrichtensenders CNN wie Wolf Blitzer Reports, Late Edition und The Situation Room sowie als Moderator der gemeinsamen Präsidentschaftsdebatten von CNN und der Internet-Plattform YouTube bekannt.

## Leben
Blitzer wuchs als Sohn jüdischer Flüchtlinge aus Polen, die das deutsche Vernichtungs- und Konzentrationslager Auschwitz überlebt hatten, im US-Bundesstaat New York auf, wo er die Kenmore West Senior High School besuchte und 1970 die Universität von Buffalo mit einem B.A.-Abschluss in Geschichte verließ. Nach einem weitergehenden Studium an der Johns Hopkins School of Advanced International Studies erwarb er 1972 einen Masterabschluss in Internationalen Beziehungen.
Seine Karriere als Journalist begann Blitzer 1972 im Tel Aviver Büro der Nachrichtenagentur Reuters, bevor er 1973 als Korrespondent der israelischen Tageszeitung Jerusalem Post nach Washington, D. C. ging. In der Folge berichtete er bis 1990 als Journalist für die Jerusalem Post über die politischen Vorgänge in den Vereinigten Staaten und im Mittleren Osten. In seinen siebzehn Jahren bei der Post berichtete Blitzer unter anderem über das israelisch-ägyptische Friedensabkommen von 1977, den Libanonkrieg 1982 und die Jonathan-Pollard-Affäre, über die er 1989 ein Buch (Territory of Lies) schrieb, das von der New York Times in die Liste der „lesenswertesten Bücher“ des Jahres gewählt wurde. Darüber hinaus führte Blitzer in dieser Zeit Interviews mit allen vier US-Präsidenten und zahlreichen amerikanischen Ministern.
1990 übernahm Blitzer Engagements für den Nachrichtensender CNN. Dort berichtete er zunächst als Auslandskorrespondent aus Moskau und dem Irak – während des Zweiten Golfkrieges 1991, bevor er 1992 den Posten des CNN-Korrespondenten im Weißen Haus übernahm, den er bis 1999 bekleidete. Ab 1998 nahm Blitzer vermehrt „Studio-Jobs“ als Interviewer sowie als Gastgeber bzw. Anchorman von politischen Informations- und Diskussionssendungen wahr: So präsentierte er die Sendung Late Edition with Wolf Blitzer, die in über 180 Ländern ausgestrahlt wurde. Weitere Sendungen, die er präsentierte, waren The World Today (1999) und The Wolf Blitzer Reports (2000).
2004 fungierte Blitzer als Hauptmoderator der CNN-Berichterstattung über die US-Präsidentschaftswahlen, bevor er 2005 die Rolle des Gastgebers für die Nachrichtensendung „The Situation Room“ übernahm.
Für seine Arbeit wurde Blitzer unter anderem mit dem Emmy Award (1996 für seine Berichterstattung über die Terroranschläge von Oklahoma City), dem George Foster Peabody Award (für seine Berichterstattung über die Hurricane-Katrina-Katastrophe) und dem Journalist Pillar of Justice Award (2004) und dem Daniel-Pearl-Award des Veteranenverbands der Chicago Press ausgezeichnet.
Blitzer ist seit 1973 verheiratet und hat eine Tochter.

## Werke
- Between Washington and Jerusalem, a reporter's notebook. Oxford University Press, New York 1985.
- Territory of lies, the exclusive story of Jonathan Jay Pollard, the American who spied on his country for Israel and how he was betrayed. Harper & Row, New York 1989.